# Broń powtarzalna

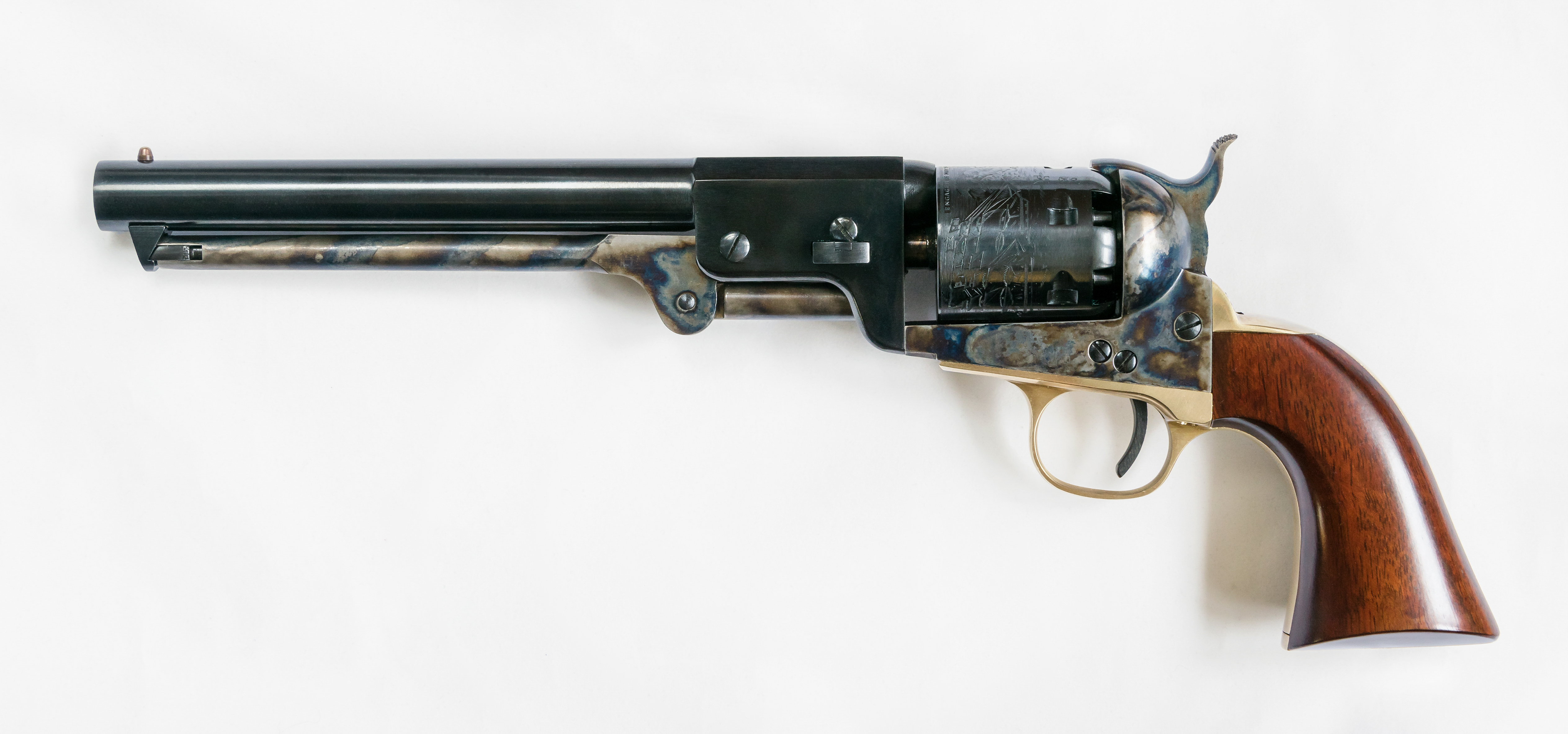
Rewolwer powtarzalny Colt Navy model 1851

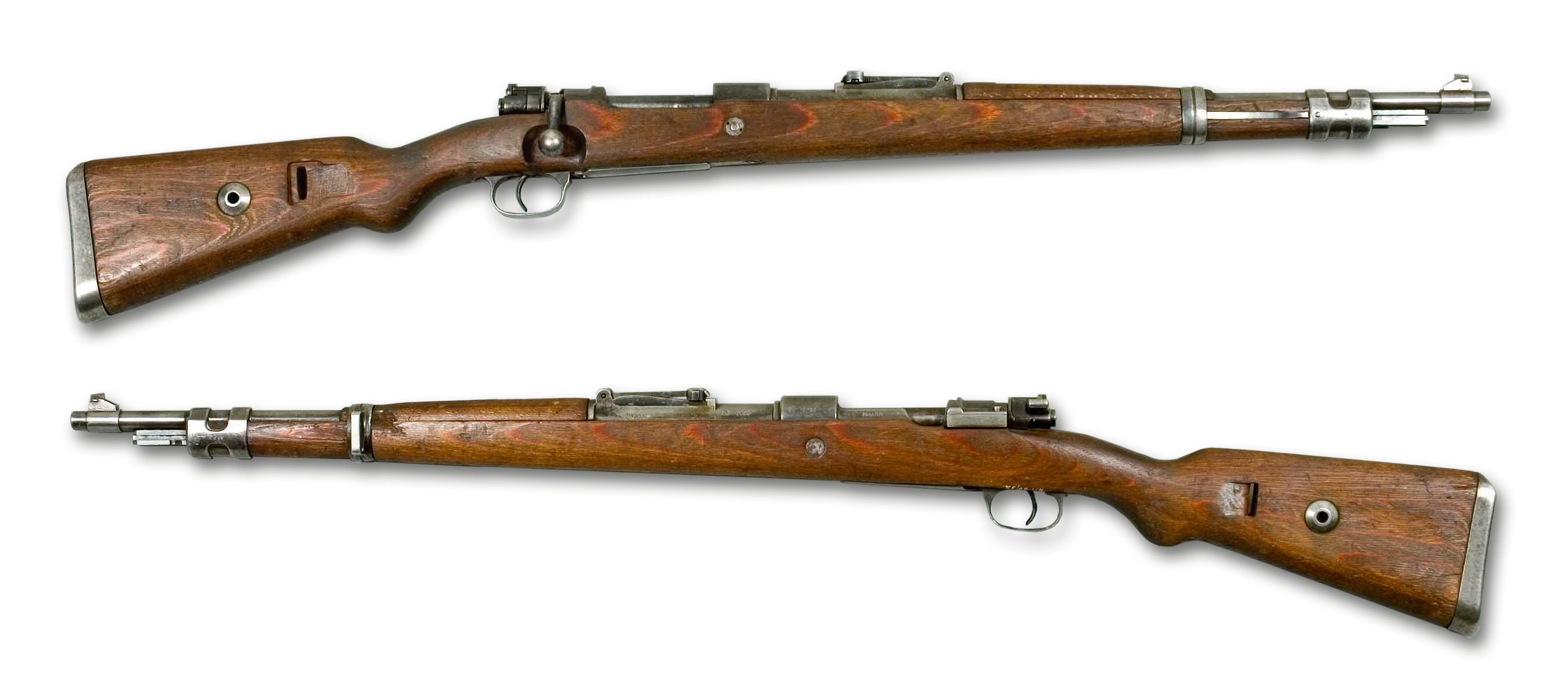
Karabin powtarzalny Mauser Kar98k

Broń powtarzalna – broń palna, nieautomatyczna mogąca strzelać wyłącznie ogniem pojedynczym, wyposażona w magazynek. Broń powtarzalną trzeba po każdym strzale przeładować. Czynności te wykonuje strzelający za pomocą mechanizmów ręcznego przeładowania.
Największymi grupami broni powtarzalnej są strzelby, karabiny powtarzalne i rewolwery. Do rzadkich rodzajów broni powtarzalnej należą pistolety powtarzalne i niektóre granatniki.